# Alonso de Estrada (gobernador)
Alonso de Estrada (Ciudad Real, h. 1470 - Veracruz, h. 1530), fue un militar y funcionario de la Corona de Castilla, que ocupó los cargos de gobernador y capitán general de la Nueva España, tesorero general de la Real Hacienda de la Nueva España, corregidor de Cáceres, almirante de la flota de Málaga, entre otros. Tras su participación en la Guerra de las Comunidades de Castilla, ocupó un importante rol en la consolidación del dominio institucional de la Corona Hernán Cortés en América.

## Orígenes inciertos
La discusión de sus orígenes se remonta al testimonio recogido por Bernal Díaz del Castillo quien menciona que el propio Estrada se jactaba de ser hijo natural del Rey Católico habido con una doncella de Ciudad Real concebido durante un viaje del monarca rumbo a Andalucía. López de Gómara apunta que "presumía de hijo de rey". Ninguna evidencia irrefutable ha aparecido hasta ahora. Sin embargo, tres bisnietos suyos aportaron información contradictoria a las presunciones de su bisabuelo en sucesivas pruebas de hidalguía y limpieza de sangre (la primera de don Francisco Pacheco de Córdoba y Bocanegra, I marqués de Villamayor de las Ibernias, adelantado mayor de la Nueva Galicia, para su ingreso como caballero de la Orden de Santiago; la segunda de don Jorge de Alvarado y Villafañe, gobernador de Honduras, asimismo para su ingreso como caballero la Orden de Santiago; y la tercera de doña Isabel Costilla de Saavedra, para el ingreso de su marido don Álvaro Gómez de Abaunza y Castro, del Consejo de Su Majestad, oidor de la Real Audiencia de México y de Guatemala, etc., como familiar del Santo Oficio). [cita requerida]
En las mismas se reconstruye su genealogía como hijo legítimo del matrimonio canónico formado por don Juan Fernández de Estrada, descrito en las informaciones de doña Isabel Costilla de Saavedra como "segundo de la Casa de Estrada, que vino de Asturias a Ciudad Real" y doña Luisa de Oliver, descrita como "vecina de la dicha ciudad (Ciudad Real)". En las informaciones de Alvarado y Villafañe, sin embargo, se menciona al padre de Alonso de Estrada como Juan Hernández Hidalgo (hijo de Diego Hernández Hidalgo y de María González de Estrada), y se ignora por completo el nombre de la madre de don Alonso. 
A la luz de dichas contradicciones, la discusión continúa hasta la fecha.

## Inicios
Por la relación de méritos y servicios efectuada por viuda, así como por una de sus hijas, se sabe que sirvió a la Corona desde tiempos de Fernando el Católico en Flandes, Málaga y Sicilia, alcanzando el grado de almirante (en Málaga). A su regreso de Sicilia, recibió el nombramiento de gobernador de Santa Marta (actual Colombia) pero lo declinó para luchar al servicio del emperador Carlos V en la Guerra de las Comunidades, recibiendo el cargo de corregidor de la ciudad de Cáceres, ciudad que mantuvo para la causa del emperador a pesar de un largo cerco.

## Tesorero General de la Nueva España
Por Decreto Real firmado el 15 de octubre de 1522 fue nombrado Tesorero General de la Nueva España, para que junto a Gonzalo de Salazar como factor, Rodrigo de Albornoz como contador y Pedro Almíndez Chirino como veedor, asistieran a Hernán Cortés en su gobierno, o más bien, hicieran contrapeso a su poder.
Viajó hacia la Nueva España sin su esposa e hijos, arribando al naciente Puerto de Veracruz. El salario que le fue asignado por la Corona fue de 510 mil maravedíes por año, número muy superior a los 310 mil asignados a Hernán Cortés, por el cargo de gobernador y capitán general, lo que levantó sospechas acerca de su claro favoritismo por parte del emperador Carlos V (hecho utilizado para reforzar la teoría de su parentesco con la familia real).

## Gobernación y Capitanía General de la Nueva España
La función de Alonso de Estrada se vio obstaculizada por el círculo más cercano al marqués del Valle, sucediéndose cortos periodos de control de la gobernación en ausencia del marqués, concentradas en Luis Ponce de León y Marcos de Aguilar, generándose un caos que culminaría con la remoción del marqués del Valle en los cargos de gobernador y capitán general de la Nueva España, y el nombramiento de Estrada, inicialmente como cogobernador junto a Gonzalo de Sandoval (fiel a Cortés), y más tarde, por Real Decreto como único gobernador y capitán general desde 1526 hasta la conformación de la Real Audiencia de México en 1528. Durante este periodo, Cortés hubo de huir a Coyoacán, por temor a las represalias de Estrada, considerado "excesivo" en su trato derogatorio contra Cortés.
Durante su gobierno, ordenó la pacificación o "reconquista" de Chiapas, a la que asistió personalmente junto al capitán Diego de Mazariegos, y fundando las ciudades de San Cristóbal de las Casas (Chiapa Real de los Españoles) y Chiapa de Corzo (Chiapa Real de los Indios). 
Aparte de los dos años en los que Alonso de Estrada ostentó la gobernación de la Nueva España, hubo otros periodos de dominio, en los que aprovechando las ausencias de Cortés, logró hacerse del poder junto con sus más estrechos colaboradores, cosa que logró equilibrar el inmenso poder del marqués del Valle. Esos periodos fueron los siguientes:
- 12 de octubre de 1524 hasta 29 de diciembre de 1524 Alonso de Estrada con Rodrigo de Albornoz y Alonso de Zuazo.
- Del 29 de diciembre de 1524 a 17 de febrero de 1525 controlan Gonzalo de Salazar, Pedro Almíndez Chirino y Alonso de Zuazo.
- Del 17 de febrero de 1525 al 20 de abril de 1525 controlan Gonzalo de Salazar, Pedro Almíndez Chirino, Alonso de Estrada, Rodrigo de Albornoz y Alonso de Zuazo.
- Del 20 de abril de 1525 hasta 23 de mayo de 1525 controlan Gonzalo de Salazar, Pedro Almíndez Chirino y Alonso de Zuazo.
- Del 24 de mayo 125 a 28d e enero de 1526 controlan Gonzalo de Salazar y Pedro Almíndez Chirino.
- De 29 de enero de 1526 a 24 de junio de 1526 controlan Alonso de Estrada y Rodrigo de Albornoz.
- De 26 de junio de 1526 a 3 de julio de 1526 controla Hernán Cortés.
- De 4 de julio de 1526 a 16 de julio de 1526 controla Luis Ponce de León.
- De 16 de julio de 1526 a 1 de marzo de 1527 controla Marcos de Aguilar
- De 2 de marzo de 1527 al 22 de agosto de 1527 controlan Alonso de Estrada, Gonzalo de Sandoval y Luis de la Torre
- Entre noviembre de 1527 y abril de 1528, acompaña al capitán Diego de Mazariegos, en la marcha de reconquista de Chiapas, combatiendo a los Indios Chiapas y fundando las ciudades de Chiapa Real de los Indios (hoy Chiapa de Corzo) y Chiapa Real de los Españoles (hoy San Cristóbal de Las Casas). (HC)
- De 22 de agosto de 1527 al 8 de diciembre de 1528 controlan Alonso de Estrada y Luis de la Torre.

## Matrimonio y descendencia
A principios de 1528, su esposa doña Marina Gutiérrez-Flórez (1489-1551), citada como hermana de frey Pedro Gutiérrez-Flórez, comendador de la Orden de Alcántara y presidente de la Casa de Contratación en Sevilla, llegó a la Nueva España en compañía de sus cinco hijas, tras seis años de separación. Fueron acompañadas a en su travesía por Don Julián Garcés, primer obispo de Tlaxcala.
Los hijos de don Alonso de Estrada y de doña Marina Gutiérrez-Flórez fueron:
- Fray Juan de Estrada, de la Orden de Santo Domingo, consultor del Santo Oficio de la Inquisición.
- Luis Alfonso de Estrada, señor de la villa de Picón (Reinos de Castilla), contino del rey Felipe II, regidor perpetuo y fiel ejecutor de Ciudad Real, así como tres veces alcalde de la Santa Hermandad por el estado noble.
- Luisa de Estrada. Casó con el capitán Jorge de Alvarado, conquistador de México y Guatemala, que ocupó dos veces el cargo de gobernador y capitán general de Guatemala, hermano del capitán Pedro de Alvarado, caballero de la Orden de Santiago, protegidos ambos del poderoso Francisco de los Cobos, favorito del emperador Carlos V.
- Marina de Estrada. Casó con don Luis de Guzmán Saavedra, encomendero de Tilantongo y Ecatepec, hijo de don Juan Arias de Saavedra y Ponce de León, I conde de Castellar, y doña María Pérez de Guzmán y Figueroa (nieta de los duques de Medina Sidonia y de los condes de Feria). Fueron abuelos del historiador y poeta Antonio de Saavedra Guzmán, primer poeta nacido en América en ver su obra impresa.
- Ana de Estrada, mujer de don Juan Alonso de Sosa, tesorero general de la Nueva España, regidor de la Ciudad de México y corregidor de Ahuatlán, hijo de don Lope de Sosa, gobernador de Gran Canaria y de Castilla del Oro (descendiente por varonía ilegítima del rey Alfonso III de Portugal), y de doña Inés de Cabrera y Aguayo (hija a su vez de los señores de Abolafias y Montalvo).
- Francisca de Estrada (nacida en Ciudad Real circa 1514). Casó con don Alonso de Ávalos Saavedra, dueño de gran parte de la ciénega de Chapala, hijo de don Diego López de Saavedra y doña María Verdugo.
- Beatriz de Estrada, nacida en Ciudad Real, España, circa 1516). Casó con el conquistador don Francisco Vázquez de Coronado, primer gobernador y capitán general del Reino de la Nueva Galicia y de las provincias de Guadalajara y Compostela. Con descendencia en los marqueses de Villamayor de las Ibernias, de Mondéjar, entre otros.

| Predecesor: Hernán Cortés                                                | Gobernador Pre-Virreinal de Nueva España 1524      | Sucesor: Alonso de Zuazo, Gonzalo de Salazar y Pedro Almíndez Chirino |
| Predecesor: Gonzalo de Salazar, Pedro Almíndez Chirino y Alonso de Zuazo | Gobernador Pre-Virreinal de Nueva España 1525      | Sucesor: Alonso de Zuazo, Gonzalo de Salazar y Pedro Almíndez Chirino |
| Predecesor: Gonzalo de Salazar y Pedro Almíndez Chirino                  | Gobernador Pre-Virreinal de Nueva España 1526      | Sucesor: Hernán Cortés                                                |
| Predecesor: Marcos de Aguilar                                            | Gobernador Pre-Virreinal de Nueva España 1527      | Sucesor: Él mismo como Gobernador                                     |
| Predecesor: Él mismo y Gonzalo de Sandoval                               | Gobernador Pre-Virreinal de Nueva España 1527-1528 | Sucesor: Primera Audiencia de la Nueva España Nuño Beltrán de Guzmán  |